# Spierdijk
Spierdijk est un village situé dans la commune néerlandaise de Koggenland, dans la province de la Hollande-Septentrionale. En 2004, le village comptait 1 480 habitants.